# Heuchera chlorantha
Heuchera chlorantha är en stenbräckeväxtart som beskrevs av Charles Vancouver Piper. Heuchera chlorantha ingår i släktet alunrötter, och familjen stenbräckeväxter. Inga underarter finns listade i Catalogue of Life.

## Bildgalleri

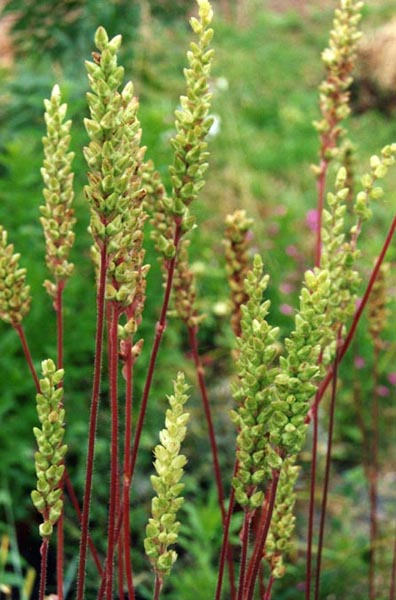
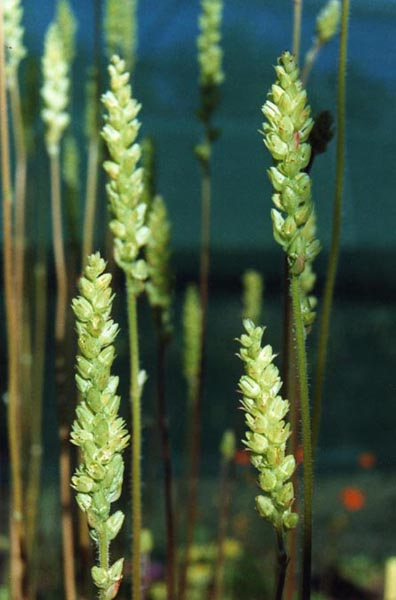